# Gonggi
 (janvier 2025).
[source insuffisante]
Le Gonggi (coréen : 공기, romanisé : gonggi), également connu sous le nom de "Prises coréennes" ou "Sept pierres", est un jeu traditionnel populaire parmi les enfants en  Corée. Il se joue traditionnellement avec au moins cinq petits cailloux de la taille d’un raisin. De nos jours, les enfants utilisent souvent des pierres en plastique colorées, achetées en magasin, au lieu de cailloux naturels.
Le jeu peut se pratiquer seul ou avec des amis. Les pierres utilisées, appelées gonggitdol (coréen : 공깃돌, signifiant littéralement "pierres de gonggi"), sont l’élément principal du jeu. Grâce à sa simplicité — ne nécessitant que quelques pierres et une surface plane —, le gonggi est accessible à tous et peut être joué presque partout.
Des variantes similaires de ce jeu existent dans d’autres régions du monde. En Inde, il est connu sous le nom de gutte, tandis qu’au Népal, on l’appelle gatti. Dans le sud de l’Inde, notamment au Tamil Nadu et au Kerala, ce jeu porte le nom de kallu (mot signifiant "pierre" en tamoul et malayalam), où des cailloux sont utilisés selon des règles similaires. En Turquie, une version appelée 5 taş (littéralement "cinq pierres") est également populaire.
Il est également appelé jjagebatgi dans la province du Gyeongsang du Nord, Salgu dans la province du Gyeongsang du Sud ou encore Datjjakgeoli dans la province du Jeolla du Sud.

## Déroulement d'une partie
Le jeu débute généralement par un lancer des pierres de gonggi depuis la paume de la main de chaque joueur. Pendant que les pierres sont en l'air, le joueur retourne rapidement sa main pour tenter de les rattraper sur le dos de celle-ci. Le joueur qui parvient à attraper le plus grand nombre de pierres commence la partie.
Niveau 1 :
Les pierres sont dispersées sur la surface de jeu. Le joueur sélectionne une pierre, la lance en l'air, et, pendant qu'elle est en vol, ramasse une autre pierre posée sur la surface. Ensuite, il attrape la pierre lancée. Ce processus est répété jusqu'à ce que toutes les pierres aient été ramassées et attrapées.
Niveau 2 :
Les pierres sont à nouveau lancées sur la surface de jeu. À ce niveau, le joueur doit ramasser les pierres deux par deux, suivant le même principe que dans le niveau précédent.
Niveau 3 :
Les pierres sont une fois de plus dispersées sur la surface. Le joueur doit cette fois ramasser d'abord un groupe de trois pierres, puis la dernière pierre restante, toujours en lançant et attrapant une pierre en l'air entre chaque étape.
Niveau 4 :
Le joueur lance une pierre en l'air, dépose les autres sur la surface de jeu, et attrape la pierre lancée avant qu'elle ne touche le sol. Il relance ensuite la même pierre et, pendant qu'elle est en vol, ramasse simultanément les quatre pierres posées sur la surface avant de rattraper la pierre lancée.
Niveau 5 :
Les pierres sont lancées depuis la paume de la main du joueur. Pendant qu'elles sont en l'air, le joueur retourne rapidement sa main pour tenter d'attraper les pierres sur le dos de celle-ci. Ensuite, les pierres sont relancées et attrapées une dernière fois avec la paume de la main. Le nombre de pierres attrapées à ce stade détermine le score.

### Astuces et variations
À ce niveau, les joueurs peuvent montrer leur habileté avec des astuces comme « Le Dragon » ou « Le Lancé applaudi », qui consistent à effectuer des mouvements spectaculaires ou complexes avant d’attraper les pierres. Cependant, ces démonstrations ne sont pas autorisées dans les parties officielles.

### Diverses figures très difficiles au Niveau 5
- Dragon (en coréen, Arirang)

Pendant que les pierres sont en l'air, le joueur retourne sa main pour attraper plusieurs pierres, puis la retourne à nouveau pour rattraper les pierres restantes.
- Lancé applaudi

Pendant que les pierres sont en l'air, le joueur tape dans ses mains avant de les rattraper.

## Crise
Le mode de jeu est appelé "crise", car lorsqu'un joueur atteint un certain score, il doit faire face à des règles modifiées, symbolisant une "crise" à surmonter. En Corée, les scores de crise sont généralement :
- Des multiples de 5 (5, 10, 15, ...), ou
- Des nombres contenant les chiffres 3, 6 ou 9 (par exemple : 3, 6, 9, 13, 16, 19, 23, 26, 29, 30, ...).

Lorsqu’un joueur atteint un score de crise, les règles du jeu changent pour introduire un nouveau défi ou une difficulté supplémentaire.
- Niveau 1 : Les pierres sont lancées sur la surface de jeu par le joueur. Cependant, contrairement au jeu original, où le joueur peut choisir quelle pierre lancer en premier, en cas de crise, les autres joueurs choisissent la première pierre pour le joueur. Les étapes qui suivent sont les mêmes. Pendant que la première pierre est en l'air, le joueur ramasse une autre pierre sur la surface de jeu. Ensuite, le joueur attrape la pierre. Ces étapes sont répétées jusqu’à ce que toutes les pierres soient attrapées.

Comme les autres joueurs cherchent à limiter les points du joueur en cours, ils sélectionnent intentionnellement la pierre la plus difficile à manipuler pour lui. Par exemple, au premier niveau, si deux pierres se touchent, les autres joueurs s'assurent de ne pas choisir l'une de ces deux pierres. Ainsi, le joueur doit relever un défi supplémentaire, consistant à ramasser chaque pierre sans déplacer ou toucher l'autre.
- Niveau 2 et 3 : Les pierres sont à nouveau lancées sur la surface de jeu et, comme au Niveau 1, les autres joueurs choisissent la première pierre à lancer pour le joueur. Les autres étapes sont les mêmes.
- Niveau 4 : Le joueur recouvre sa main des 5 pierres et les secoue sur le sol. Lorsqu'un autre joueur crie « stop ! », le joueur arrête de trembler. L’un des autres joueurs prend soigneusement une pierre et la lance sur les 4 autres pierres. Le joueur ramasse la pierre qui a été lancée et continue le Niveau 4 en la lançant en l'air, en attrapant les autres pierres et en attrapant la pierre en l'air.

Les autres joueurs cherchent à limiter les points du joueur actif en choisissant la pierre la plus difficile à manipuler. Par exemple, au premier niveau, si deux pierres se touchent, les autres joueurs veillent à ne pas en choisir une des deux, obligeant ainsi le joueur à les saisir sans les faire entrer en contact.
- Niveau 5 : Avant que le joueur ne lance les pierres de la paume de sa main en l'air, les autres joueurs choisissent entre « pair » et « impair ». Le joueur doit attraper cette quantité de pierres sur le dos de la main. Par exemple, si d'autres joueurs crient « impair », le joueur doit attraper soit 1, soit 3, soit 5 pierres. Si le joueur ne parvient pas à le faire, les pierres passent à la personne suivante et le joueur doit refaire le Niveau 5 au tour suivant.

## Escargot
Ce mode de jeu est généralement enseigné aux enfants avant qu'ils n'apprennent à jouer au gonggi. La principale différence entre l'escargot et le gonggi réside dans la manière de saisir les pierres. Dans l'escargot, le bord de la main du joueur doit rester collé au sol à chaque étape. Plutôt que de lancer une pierre en l'air, le joueur balaie le sol en décrivant un grand cercle et attrape un certain nombre de pierres. Le nombre de pierres à saisir en une seule fois reste identique à celui du gonggi. L'escargot constitue ainsi un moyen simple et ludique de se familiariser avec le nombre de pierres à attraper à chaque niveau. Ce jeu est souvent appelé Niveau 1 ou Niveau 2.

## Géniegonggi
Ce mode de jeu est enseigné aux joueurs ayant déjà appris à jouer au gonggi. La différence principale avec le gonggi réside dans le fait que le joueur ne lance pas une seule pierre en l'air, mais toutes celles qu'il a dans la main. Après avoir lancé plusieurs pierres, le joueur doit ensuite ramasser d'autres pierres sur le sol avant de récupérer toutes celles qu'il a lancées. Comme dans l'escargot, le nombre de pierres à saisir est le même que celui du gonggi.

## Faire des appels
Il existe de nombreux appels de jeu dans le gonggi. Les appels standards ont été répertoriés ci-dessous. Lorsqu'un joueur commet une erreur, appelée "gâchis", il doit passer les pierres au joueur suivant en guise de pénalité.
- Un « double toucher » se produit lorsqu'un joueur touche physiquement la ou les pierres gonggi plus d'une fois.
- Un « champignon » ou un « diamant » apparaît lorsqu’une pierre gonggi est équilibrée en position diagonale. Dans certaines versions, cette orientation peut valoir soit des points supplémentaires, soit la fin instantanée du tour du joueur.
- Un « aérien » se produit lorsqu'un joueur lance une pierre gonggi à n'importe quelle distance au-dessus de sa tête.
- Une « chute » se produit lorsqu'un joueur, après avoir attrapé les 5 pierres gonggi, laisse tomber une pierre sur la surface de jeu.
- Une « fixation » se produit au Niveau 5 lorsqu'un joueur ajuste délibérément les pierres gonggi dans sa main.
- Une « interception » se produit lorsqu’une autre personne distrait la personne qui joue actuellement.
- Un « kong » se produit lorsqu'un joueur ne parvient pas à attraper la pierre d'un coup et l'attrape en la faisant rebondir sur sa main plusieurs fois par accident.
- Un « mouvement » se produit lorsqu'un joueur déplace sa position pour attraper ou saisir une autre pierre. C'est interdit dans le jeu officiel mais c'est généralement autorisé dans d'autres jeux.
- Une « tirelire » se produit lorsqu'un joueur, au Niveau 3, ramasse d'abord une pierre, puis choisit les trois pierres restantes. (Le joueur est censé choisir d'abord le groupe de trois, puis le nombre d'un).

## Dans la culture populaire
Le gonggi est l'un des cinq mini-jeux pratiqués durant l'épreuve du Pentathlon à six jambes dans la saison 2 de la série Squid Game.